# 앤 모건 가일버트

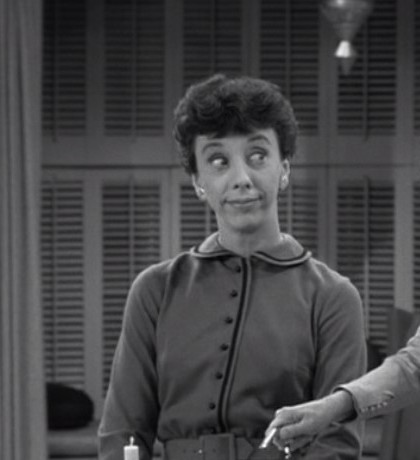

앤 모건 가일버트(Ann Morgan Guilbert, 1928년 10월 16일 ~ 2016년 6월 14일)는 미국의 연극 배우, 영화배우, 텔레비전 배우이다.
미니애폴리스에서 태어났으며 로스앤젤레스에서 사망하였다. 사인은 암이다.

## 영화
- 뉴욕에서 착하게 살아가는 법 (2010년)
- 그럼피어 올드 맨 (1995년) - 마마 레이지티 역
- 더 낸니 (1993년) - 예타 로젠버그 역
- 피켓 펜스 (1992년)
- 사인필드 (1990년)
- 119 구조대 (1972년)
- 비바 맥스 (1969년)
- 유럽에서 생긴 일 (1968년)
- 사건비화 (1967년)
- 가이드 포 더 메리드 맨 (1967년)
- 투 포 더 시쏘 (1962년)